# Gilgul haNeshamot
Le Gilgul haNeshamot ou Gilgulei haneshamot (héb. גלגול הנשמות, litt. « cycle des âmes »), plus communément désigné par Gilgul, est le concept de la réincarnation, émanant des thèses kabbalistiques dans le judaïsme.
Selon ce concept, les âmes effectuent un « cycle » à travers les vies ou « incarnations », étant attachées à différents corps au cours du temps. Le corps auquel elles s'associent dépend de leur tâche particulière dans le monde physique, du niveau de spiritualité de la ou des précédentes incarnations, etc.
L'âme possède cinq niveaux, nefesh (force vitale), roua'h (esprit), neshama (communément traduite par âme, mais N.SH.M possède également une connotation de « respiration »), hayya (« vie »), ye'hida (« union »). Le nefesh siégeant dans le sang, et devant quitter le corps lorsqu'il ne produit plus de sang, il fait toujours partie du processus de réincarnation, renaissant dans un autre corps lorsque la vie recommence.
Le texte kabbalistique de référence sur le sujet est le Shaar Haguilgoulim (« la Porte » ou « le Chapitre des Réincarnations »), basé sur l'enseignement d'Isaac Louria, et compilé par son disciple, Haïm Vital. Basé sur le commentaire de la parashat Mishpatim du Zohar, il décrit les lois complexes et profondes de la réincarnation. L'un des concepts de ce livre est l'idée que le guilgoul est physiquement réalisé en parallèle avec la grossesse.